# Kriegsfotografie

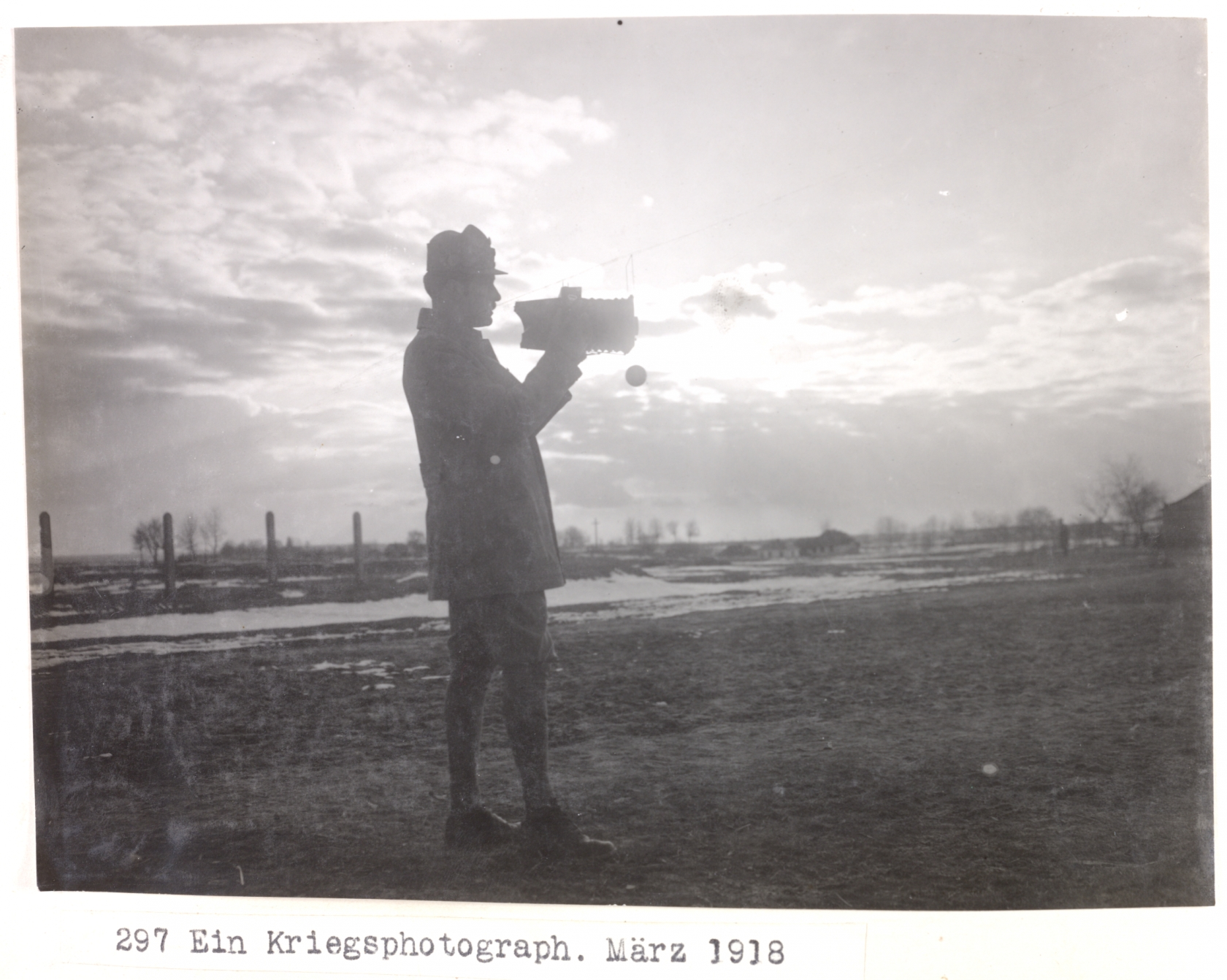
Ein österreichischer Kriegsfotograf; Umgebung von Wolodymyr um 1918

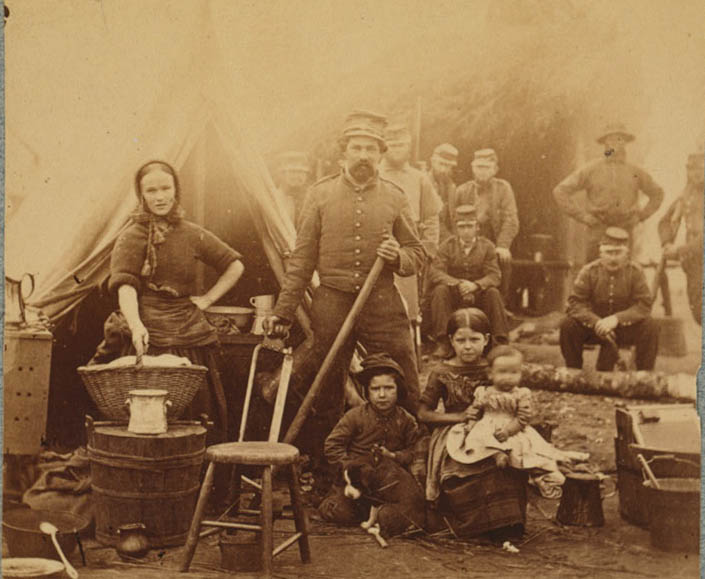
Mathew Brady, Infanterist der Nordstaaten mit Familie im Camp nahe Washington D.C., 1862

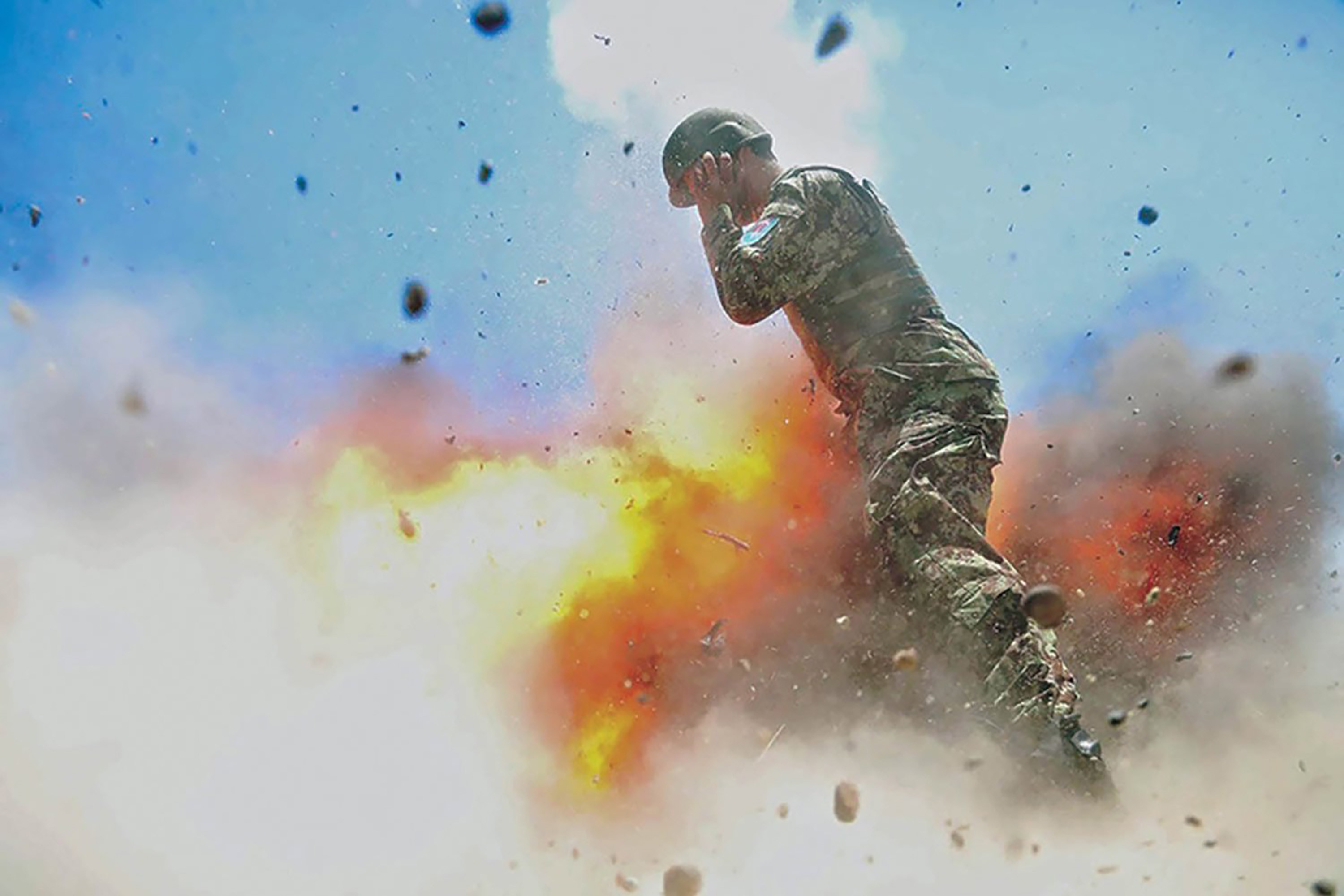
Die amerikanische Kriegsfotografin Hilda Clayton hielt 2013 die Fehlzündung einer Mörsergranate in Afghanistan fest, bei der sie selber ums Leben kam. Das Ereignis steht exemplarisch für die Gefahren, denen Kriegsberichterstatter ausgesetzt sind.

Kriegsfotografie ist der Arbeitsbereich des Fotojournalismus, der über Kriege und bewaffnete Konflikte berichtet. Der Begriff wird auch breiter für jegliche fotografische und filmische Dokumentation von Krieg verwendet. Vor der Entwicklung praxistauglicher Fotoausrüstung wurde die bildliche Dokumentation von bewaffneten Konflikten durch Kriegsmaler vorgenommen.

## Begriffserweiterung
Im weiteren Sinne können auch Fotografien, die der militärischen Aufklärung und Dokumentation dienen, so zum Beispiel Luftbildaufnahmen vor und nach Bombardements, als Kriegsfotografien bezeichnet werden. Eine weitere Sonderstellung nehmen Fotografien ein, die von einer beteiligten Konfliktpartei zu Propagandazwecken erstellt und eingesetzt werden. Eine neue Entwicklung, deren Auswirkungen noch nicht abzuschätzen sind, ist die durch Digitalfotografie und Internet zunehmend einfache Verbreitung von privaten Aufnahmen der Soldaten oder anderer Konfliktbeteiligter. Solche Aufnahmen spielten beispielsweise beim Folterskandal im Abu-Ghuraib-Gefängnis eine bedeutende Rolle.

## Geschichte

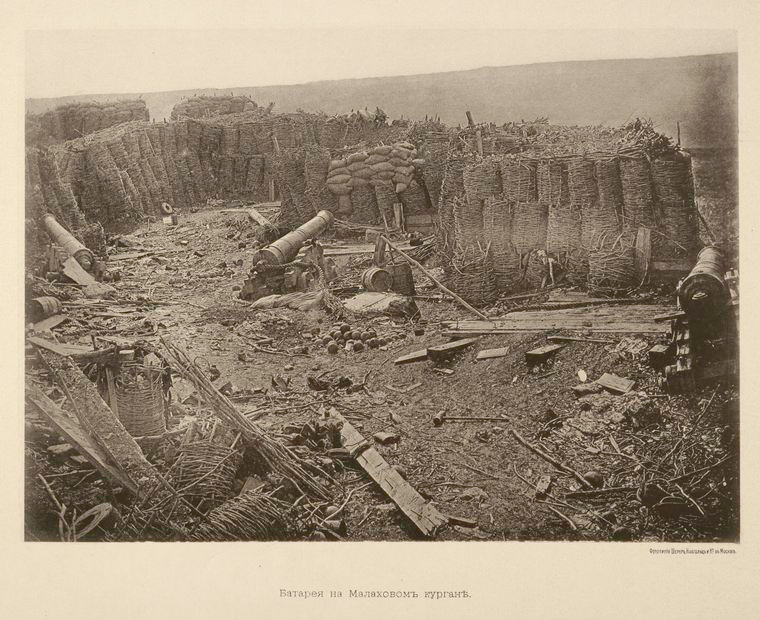
Zerstörte Artilleriestellung im Krimkrieg

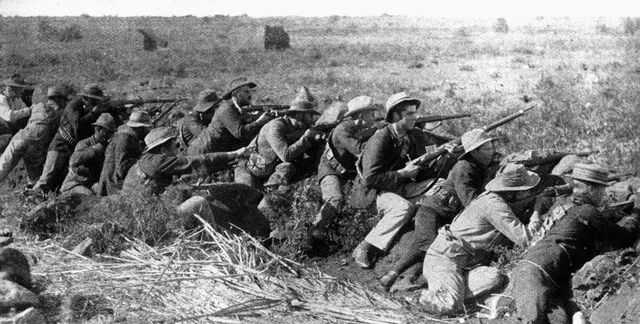
Buren in einem Schützengraben belagern die von Briten besetzte Stadt Mafeking, um 1899

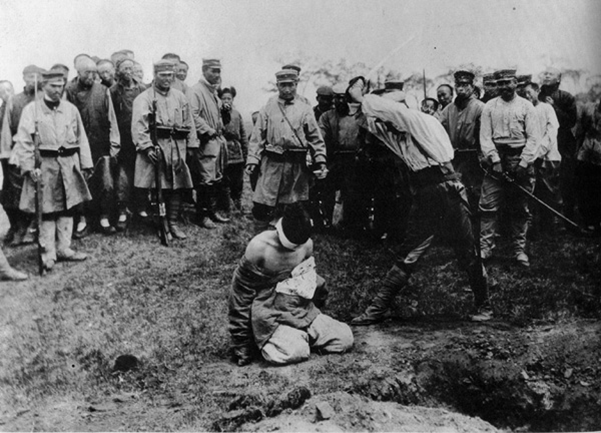
Enthauptung eines vermeintlichen Spions durch japanische Soldaten, Kaiyuan, Liaoning, China, 1905

Der mexikanisch-amerikanische Krieg 1846–1848 ist der erste Krieg, in dem fotografiert wurde. Bei den Aufnahmen handelt es sich um Daguerreotypien. Die Kriegsfotografie entstand im Wesentlichen im Krimkrieg und im amerikanischen Sezessionskrieg. Professionelle Studiofotografen besuchten aus eigenem Antrieb heraus die Schlachtfelder nach den Kämpfen oder wurden von Regierungsseite dazu angehalten. Sie boten somit der Öffentlichkeit erstmals ein realistischeres Abbild, als es bei der sonst üblichen glorifizierenden Historienmalerei möglich war.
Die wahrscheinlich erste Fotografie von Kriegstoten auf dem Schlachtfeld wurde nach der Schlacht von Melegnano im Sardinischen Krieg von 1859 aufgenommen. Die Urheberschaft dieses Fotos, das im Katalog: „Excursion sur le théâtre de la guerre d'Italie, photographiée pour l'usage du stéréoscope“ der Fotoagentur „Ferrier père et fils & Soulier“ erschien, ist unklar; die Aufnahme wird von manchen Autoren Charles Soulier zugeschrieben, von anderen Jules Couppier, wieder andere vermuten Claude-Marie Ferrier als den Autor; auch Bérady wird als möglicher Urheber genannt.
Die Nordstaaten setzten im Sezessionskrieg unter der Leitung des renommierten Studiofotografen Mathew Brady professionelle Teams von 22 Einheiten ein, die mit komplett fahrbaren Entwicklungs- und Vergrößerungslabors ausgerüstet waren. Brady war es auch, der nach dem Krieg etliche Fotografien von Amputationsopfern und Invaliden veranlasste, denen mit frühen Formen der Plastischen Chirurgie ein einigermaßen menschenwürdiges Leben wiedergegeben wurde. Als Bilddokumente für die Medizingeschichte sind sie unerlässlich.
Eine radikale Erweiterung und Neuausrichtung erfuhr die Kriegsfotografie, als in den 1890er Jahren erstmals Bilder in der illustrierten Massenpresse gedruckt wurden. Der spanisch-amerikanische Krieg 1898, der südafrikanische Krieg 1899–1902 („Burenkrieg“) und der russisch-japanische Krieg 1904–1905 fanden bereits breiten Niederschlag in der illustrierten (Wochen)Presse.
Viele der im Ersten Weltkrieg gemachten Aufnahmen, die jahrzehntelang als authentisch galten, stellten sich in den letzten Jahren und Quellenstudium als im Nachhinein oder lange nach Abschluss der Kampfhandlungen gemachte Fotografien heraus. So war es nach den Erfahrungen des Spanischen Bürgerkrieges selbst zu Beginn des Zweiten Weltkrieges noch aus Sicherheitsgründen üblich, gestellte Aufnahmen zu fertigen.
Der Erste Weltkrieg brachte wichtige Neuerungen in der bildlichen Kriegsberichterstattung: Erstmals wurde die Fotografie systematisch und umfassend für die Propaganda genutzt. Alle großen Krieg führenden Staaten etablierten eigene Fotopropagandastellen. In Deutschland wurde Anfang 1917 das „Bild- und Filmamt“ (BUFA) gegründet, das für die Film- und Fotopropaganda zuständig war. In Österreich-Ungarn entstand ebenfalls im Frühjahr 1917 eine Bildpropagandastelle, die sogenannte „Lichtbildstelle“. Auch auf der Seite der Alliierten wurden militärisch kontrollierte Foto- und Bildpropagandastellen aufgebaut, die bald in Konkurrenz zu den privaten Bildlieferanten traten. Im April 1915 wurde in Frankreich die „Section Photographique de l’Armée française“ (SPA) und die „Section Cinématographique de l’Armée“ (SCA) gegründet. 1916 wurden die ersten offiziellen britischen Fotoreporter zur Front zugelassen, Anfang 1916 wurde das „Canadian War Record Office“ gegründet, unmittelbar nach dem amerikanischen Kriegseintritt 1917 das staatliche „Committee of Public Information“. Die Zuteilung von aktuellem Fotomaterial an die Presse wurde auf diese Weise immer stärker zentralisiert und militärisch kontrolliert.
Der Spanische Bürgerkrieg und v. a. der Zweite Weltkrieg brachten für die Kriegsfotografen einen enormen Image-Gewinn. Allmählich waren nicht mehr nur anonyme Pressefotografen, sondern Fotoberichterstatter im Einsatz, die mit ihrem Namen für die Qualität der Bilder bürgten.
- Siehe auch: Fotografie und Fotografen in den NS-Propandakompanien

## Meinungs- und Informationsfreiheit
Kriegsfotografen versuchen Bilder für Nachrichtenagenturen zu machen – häufig unter Einsatz von Leib und Leben. Ihre unabhängige Arbeit ist für die Meinungs- und Informationsfreiheit besonders wichtig, da die kriegsführenden Parteien an Informationsverschleierung und Desinformation interessiert sind. Auch demokratische Staaten versuchen nach wie vor, sei es mit enormen technischem Aufwand oder gezielter Beeinflussung, Zensur auszuüben – vergleiche die Problematik der „Embedded Journalists“ im Dritten Golfkrieg.

## Bedeutende Kriegsfotografen
- Eddie Adams (1933–2004), US-Fotojournalist im Vietnamkrieg. Bekanntes Foto von der Hinrichtung eines Viet Cong durch General Loang in Saigon, Vietnam
- Mathew B. Brady (1822–1896), US-Fotograf im Sezessionskrieg
- Larry Burrows (1926–1971), englischer Fotograf im Vietnamkrieg für das Life Magazine. Kam 1971 mit drei Kollegen bei einem Hubschrauberabschuss über Laos um
- Robert Capa (1913–1954), US-Fotograf ungarischer Herkunft, Chronist der Invasion in der Normandie. Starb in Französisch-Indochina durch eine Mine
- Horst Faas (1933–2012), deutscher Associated-Press (AP)-Fotograf im Vietnamkrieg, Algerien, Kongo: Zwei Pulitzerpreise, Robert Capa Gold, Erich-Salomon-Preis
- Roger Fenton (1819–1869), erster Auftragsfotograf, Krimkrieg, 1855, modifiziertes Kalotypieverfahren
- Alexander Gardner (1821–1882), wie vor, begann als Mitarbeiter von Brady
- Philip Jones Griffiths (1936–2008), Wales, Fotojournalist im Vietnamkrieg
- Henri Huet (1927–1971), französischer AP-Fotograf im Vietnamkrieg. Starb 1971 mit drei anderen Fotografen bei einem Hubschrauberabschuss über Laos
- Don McCullin (* 1935), englischer Fotograf, der unter anderem erschütternde Bilder vom Vietnam- und vom Libanonkrieg sowie von den Unruhen in Zypern machte
- James Nachtwey (* 1948), USA, der vielleicht derzeit bekannteste Kriegsfotograf. Er berichtete aus vielen Krisengebieten und wurde vielfach mit Preisen ausgezeichnet. Im Dezember 2003 wurde er im Irakkrieg durch eine Granate schwer verletzt
- Timothy H. O’Sullivan (um 1840–1882), US-Fotograf im Sezessionskrieg
- George Silk (1916–2004), technisch versierter Fotograf, der in Neuguinea, im Zweiten Weltkrieg an der Westfront und in Hiroshima die Schrecken des Krieges visualisierte
- Dana Stone, amerikanischer Fotojournalist für United Press International (UPI). Getötet in Kambodscha 1971 von Soldaten der Roten Khmer bei Bei Met, bis heute vermisst
- Nick Út (* 1951), vietnamesischer Fotograf, berühmtes Foto vom „Napalm-Mädchen“ Phan Thị Kim Phúc aus Trảng Bàng, Vietnam

## Bedeutende Kriegsfotografinnen
- Margaret Bourke-White (1904–1971) war als Lieutenant Colonel die erste Kriegsberichterstatterin der US-Streitkräfte und fertigte erschütternde Fotodokumente vom Konzentrationslager Buchenwald
- Camille Lepage (1988–2014) berichtete über den Bürgerkrieg in Zentralafrika
- Lee Miller (1907–1977) lieferte Bilddokumente vom „London Blitz“ und von der Invasion der Alliierten bis zum Ende des Zweiten Weltkriegs und dokumentierte die Befreiung der Konzentrationslager Buchenwald und Dachau: ihre Werke werden zu den wichtigen Fotoarbeiten des 20. Jahrhunderts gezählt
- Alice Schalek (1874–1956) verfasste als Journalistin Reisefeuilletons und Kriegsberichte zum Ersten Weltkrieg; sie war dabei die einzige Kriegsberichterstatterin des k.u.k. „Kriegspressequartiers“
- Christine Spengler (1945), französische, freiberufliche Fotografin, hat u. a. im Tschad, in Nordirland, in Vietnam und Kambodscha, im Libanon, in der Westsahara, in Kurdistan, in Nicaragua, im Kosovo, in Afghanistan und im Irak Aufnahmen gemacht
- Gerda Taro (1910–1937) dokumentierte mit ihrem Partner Robert Capa die Gräuel des Spanischen Bürgerkriegs[5]
- Anja Niedringhaus (1965–2014) war eine deutsche Fotojournalistin, die aus Kriegsgebieten in Jugoslawien, Palästina, Afghanistan, Kuwait, Libyen und Irak in einzelnen Fotos komplexe Geschichten erzählte.

## Filme über Kriegsfotografie
- Under Fire (USA 1983) Politthriller von Roger Spottiswoode über die Revolution in Nicaragua von 1979
- Martin Luksan: Fotos von der Front. Die deutsche Kriegsfotografie im Zweiten Weltkrieg. (Erstsendung: 7. September 2009) ISBN 978-3-86569-094-4.
- War Photographer (Schweiz 2001) Dokumentarfilm von Christian Frei über den US-amerikanischen Fotografen und Kriegsberichterstatter James Nachtwey
- Die deutsche Kriegsfotografin Ursula Meissner im Gespräch: http://www.hopechannel.de/mediathek/beitrag/ml/auserlesen/titus-mueller-im-gespraech-mit-ursula-meissner//48/
- Die Fotografin (UK 2023) Filmbiografie von Ellen Kuras über das Leben der Kriegsfotografin Lee Miller (1907–1977)
- Civil War (UK/USA 2024) Actionfilm von Alex Garland über einen fiktiven Bürgerkrieg in den Vereinigten Staaten